# 872

## Nașteri
- Al-Farabi, savant turc de limbă arabă, unul dintre cei mai mari filozofi și oameni de știință ai lumii islamice (d. 950/951)

- Ki no Tsurayuki, poet japonez (d. 945)

## Decese
- Adrian al II-lea, 79 ani, papă al Romei din 867 (n. 792)